# Pintor de Arcesilao

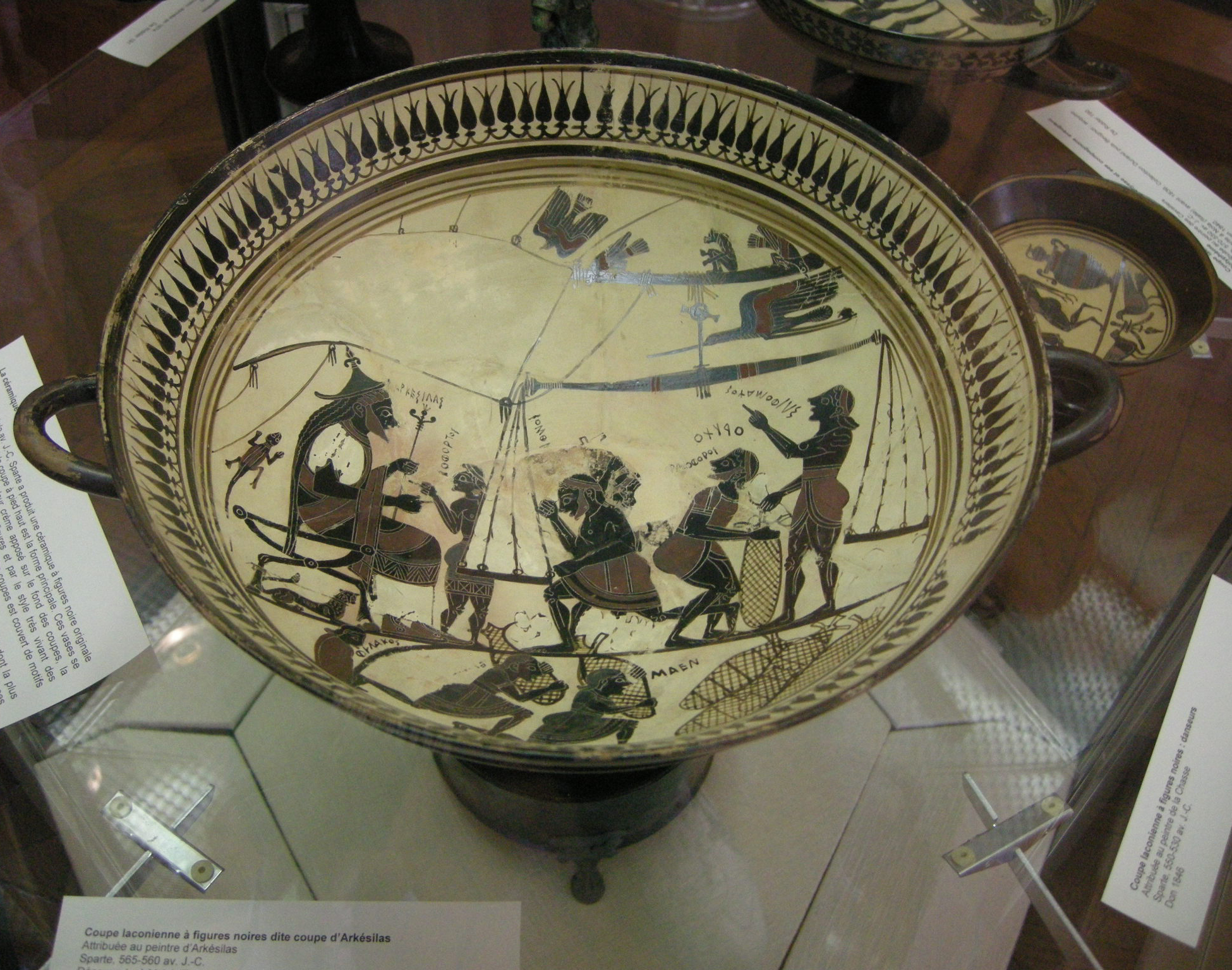
Copa de Arcesilao. Cabinet des Médailles 189.

Pintor de Arcesilao es el nombre convenido que se le dio a un antiguo ceramista griego que trabajó en Laconia entre 565 y 555 a. C. El nombre deriva de la decoración de la copa conservada en el Cabinet des Médailles de París (De Ridder 189) que representa el pesaje del silfio en presencia de Arcesilao II, rey de Cirene entre 570 y 565 a. C. Gracias a las inscripciones, fue posible identificar el tema de la representación y así situar la actividad del autor en el segundo cuarto del siglo VI a. C.

## Atribuciones de vasos

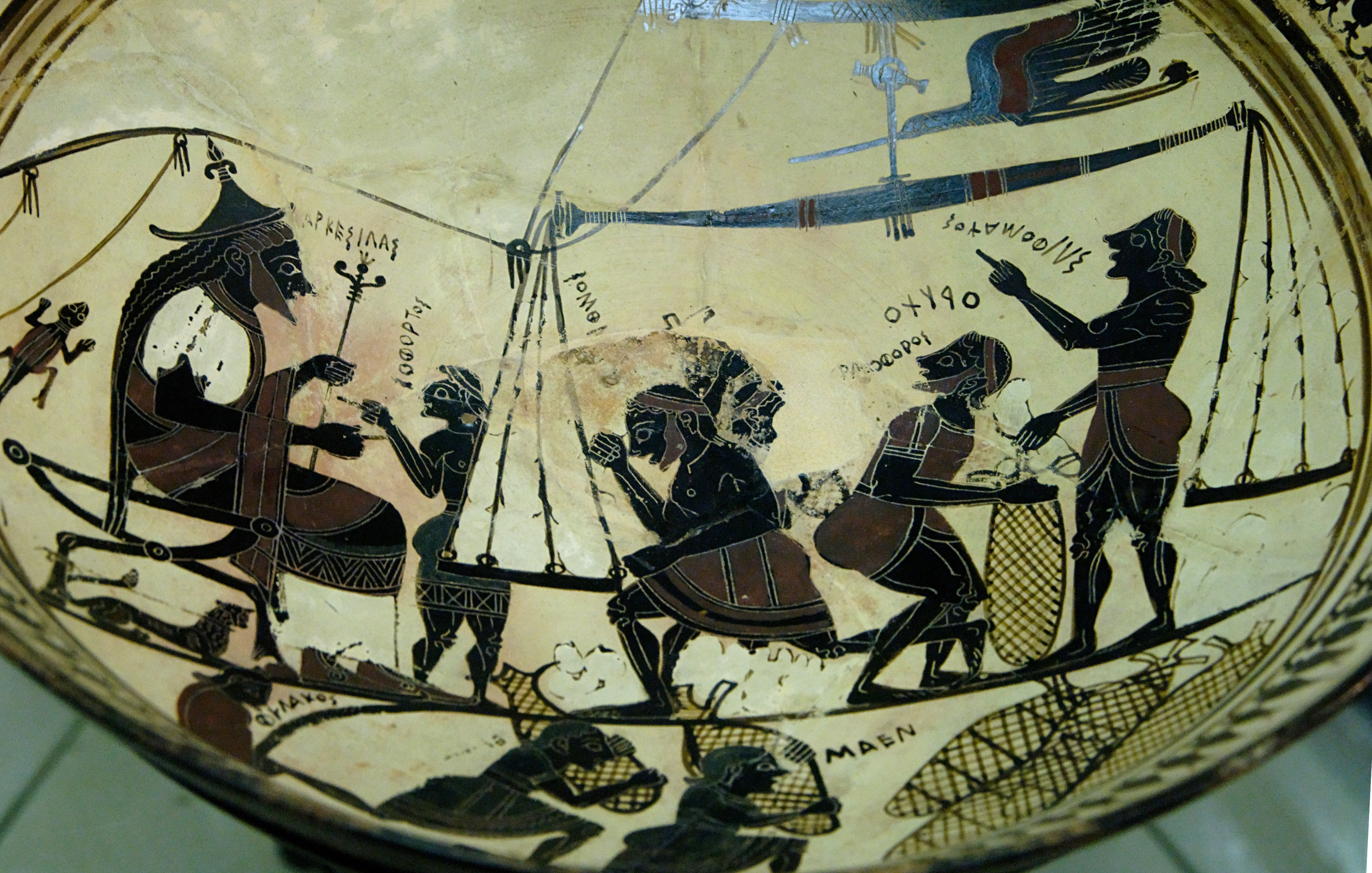
Vaso epónimo, detalle con la imagen principal.

La Copa de Arcesilao es un ejemplo de la forma en que las escenas interiores de los kílices son pintadas por los ceramistas laconios de esta generación, con un trazo vivo y suelto, en el que ni siquiera las incisiones siguen con precisión el contorno de la figura. La escena se inserta perfectamente dentro del campo, incluso sin forzar el exergo en la narración, ya sea la bodega del barco en la que los personajes están por encima de la línea de exergo, o un almacén menos preciso en tierra firme, como se ha sugerido por la ausencia de un mástil en la escena. Los alimentos pesados y almacenados son fardos de silfio, una planta medicinal muy buscada por los antiguos y una gran fuente de riqueza para Cirene; los sirvientes que gritan los pesos y animales exóticos que rodean al rey aumentan la vivacidad de la actuación.
Se le ha atribuido el kílix con Prometeo y Atlas conservado en el Museo Gregoriano Etrusco: es la primera representación figurativa de Atlas  y la única conocida en yuxtaposición con el otro titán Prometeo; existe la misma composición sin indicios de profundidad espacial, la misma tendencia a narrar escenas complejas alejadas de los esquemas tradicionales, pero también una mayor rigidez en el dibujo. Llama la atención que ambos titanes aparezcan muy cerca, aunque uno se encontraba en Occidente y el otro en el Cáucaso. El pintor de Arcesilao decoraba principalmente cuencos. De este modo, mostró principalmente escenas de simposios y cuadros de mitos. En estas últimas predominan las imágenes del círculo mitológico heracleo, las amazonas, Atlas y Prometeo. Atlas y Prometeo aparecen juntos en otro vaso del pintor. Llama la atención que ambos titanes aparezcan muy cerca, aunque uno se encontraba en Occidente y el otro en el Cáucaso.
Decoraba principalmente copas. De este modo, mostró principalmente escenas de simposios y escenas mitológicas. En estas últimas predominan las imágenes del círculo mitológico heracleo, las amazonas, Atlas y Prometeo. Además de obras con decoración figurativa, se le atribuyen también obras de pintura meramente ornamental. Su estilo de dibujo es preciso y vívido. El pintor fue reconocido como uno de los primeros artistas del cerámica laconia por Arthur Lane en 1934. Este último atribuyó sus primeras obras al Pintor de Hefesto, que más tarde se identificó como el Pintor de las Boréadas. 